# Радянсько-фінська війна (1939—1940)
Радя́нсько-ф́інська, або Зимо́ва війна́ (фін. talvisota, рос. Советско-финская война) — збройний конфлікт між СРСР і Фінляндією у період від 30 листопада 1939 року до 13 березня 1940 року (104 доби та 4 години). Війна стала наслідком узгодження розподілу сфер впливу у Східній Європі згідно з таємними протоколами до пакту про ненапад між Німеччиною та СРСР 23 серпня 1939 року та Договір про дружбу та кордон між СРСР та Німеччиною від 28 вересня 1939 р.).
СРСР неодноразово пропонував (з 1938 р.) відсунути кордон від Ленінграда, який пролягав за 32 км від центру міста, з міркувань безпеки, заявляючи, що Німеччина могла б використати територію північної країни для ймовірного вторгнення. Москва пропонувала компенсувати територіальні втрати в Східній Карелії. Після відмови фінського уряду від радянських пропозицій про зміну кордонів у Карелії і передачу військово-морської бази Ханко, 28 листопада 1939 року СРСР розірвав дипломатичні стосунки з Фінляндією. 30 листопада чотири армії СРСР чисельністю 540 тисяч вояків напали на сусідню державу на фронті від Балтійського до Баренцового моря. Війна мала агресивний характер.
Більшість джерел приходять до висновку, що Радянський Союз мав намір завоювати всю Фінляндію і використав встановлення маріонеткового фінського комуністичного уряду та секретні протоколи пакту Молотова — Ріббентропа для цього. Тоді як інші джерела вважають, що СРСР хотів тільки відсунути кордон у Карелії задля безпеки Ленінграда, і заперечують прагнення насадити в Фінляндії прокомуністичний режим. Військове вторгнення Червоної армії стало причиною визнання Лігою Націй Радянського Союзу агресором і виключення його зі свого складу. Розглядається як частина Другої світової війни.
У радянській пропаганді та офіційній радянській історіографії війна називалася «збройним конфліктом на кордоні з Фінляндією» або «оборонною війною СРСР проти агресії буржуазної Фінляндії». У пізнішій радянській та частині сучасної російської історіографії ця війна розглядається як окремий двосторонній локальний конфлікт, який не є частиною Другої світової війни; так само як, наприклад, і бої на річці Халхин-Гол у Монголії.
Війна завершилася підписанням Московського мирного договору, який зафіксував відторгнення від Фінляндії значної частини її території.

## Передумови

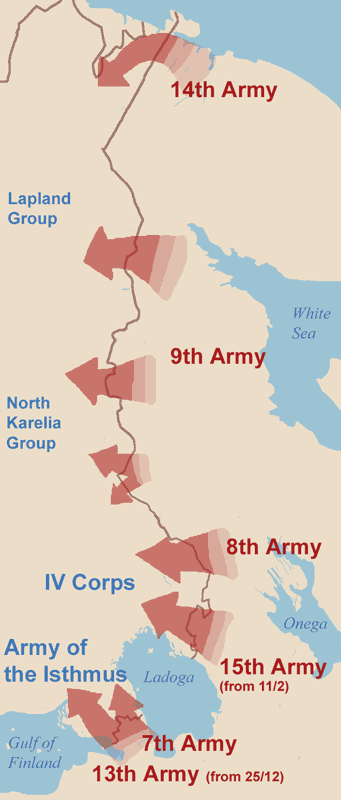
Радянський план ведення війни

Колишня шведська провінція Фінляндія була захоплена у Швеції і включена до складу Російській імперії внаслідок загарбницької Російсько-шведської війни (1808—1809). Щоб запобігти прошведським настроям у фінському суспільстві, Росія охоче надала Фінляндії статус автономії та навіть певною мірою сприяла національному зростанню фінського народу, доки це віддаляло фінів від Швеції.
Коли ж 1917 року в Петрограді стався Жовтневий переворот та владу здобули більшовики, Фінляндія проголосила державну незалежність та, організувавши (не без допомоги з боку Німеччини) власні збройні сили, спромоглася звільнити свою територію від військових частин Червоної гвардії, що перебували там як на землях Російської імперії. У 1919 році у Фінляндії утверджено першу Конституцію, обрано президента.

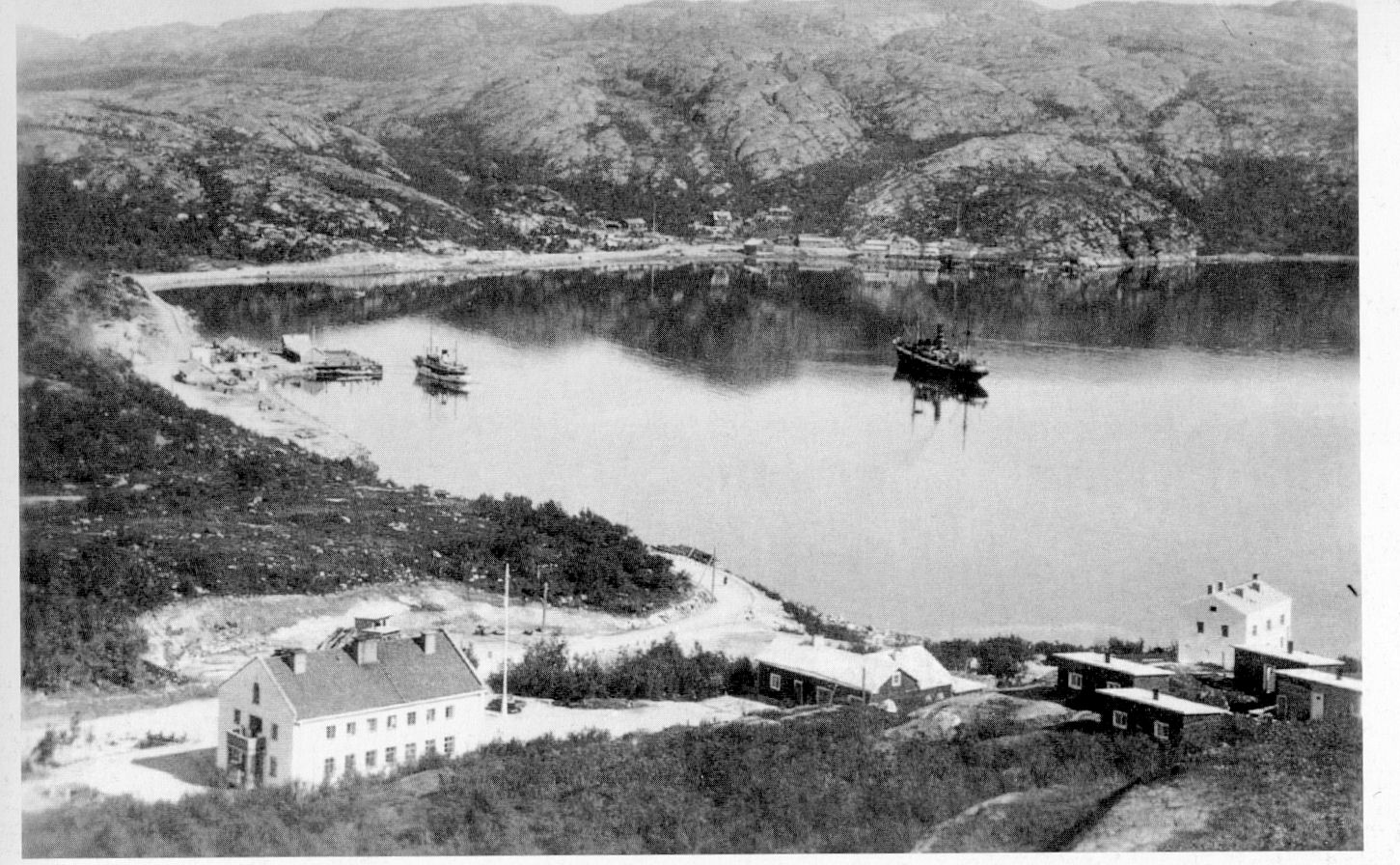
Порт Ліїнахамарі у 1930 роках під час входження до Фінляндії

Перша радянсько-фінська війна, що почалася у травні 1918 року, завершилась у жовтні 1920 року укладенням Тартуського договору, за яким більшовицька Росія серед іншого визнала кордоном з Фінляндією давній митний рубіж часів Російської імперії з Великим князівством Фінляндським, втратила незамерзаючий порт Ліїнахамарі в Петсамо у Заполяр'ї, і вихід у міжнародні води Фінською затокою. Попри мирну угоду відносини між державами залишились напруженими — більшовики всіляко підтримували фінських комуністів у спробах реваншу, зокрема під час т. зв. «Свинячого заколоту» 1922 року на півночі Фінляндії.
У 1930-х роках Фінляндія разом зі Швецією, Норвегією та Данією проголосили курс на нейтралітет та позаблоковість. У 1932 році СРСР і Фінляндія уклали трирічний «Договір про ненапад і про мирне врегулювання конфліктів», який згодом подовжили до 31 грудня 1945 року.
Тим часом керівництво Радянського Союзу не бажало сприймати Фінляндію як суверенну державу. Йосип Сталін неодноразово наголошував, що незалежність Фінляндії «надали» та що Радянський Союз «терпить» незалежну фінську державу «поки що». 1934 року між Фінляндією та СРСР укладено угоду про мирне співіснування терміном на десять років і значна частина фінів розглядали її як вагому гарантію миру. Втім, Сталін, як завжди, так не важав.
Ще до початку Другої світової війни Скандинавський півострів набув важливого стратегічного значення для супротивних сторін, що обумовлювалося його геополітичним положенням між ворогуючими сторонами: Великою Британією, Німеччиною та Радянським Союзом. Усі вони намагалися використати півострів як плацдарм у своїх інтересах. Велика Британія та Франція, як союзники, могли використати його для створення загрози німецьким ВМС, економічним центрам Північної Німеччини, транзиту сировини зі Швеції та Фінляндії, а також створити загрозу для північно-західної частини СРСР та контролювати вихід його ВМФ із Баренцового та Балтійського морів до Атлантичного океану. Для Німеччини півострів був важливим для постачання залізної руди зі Швеції, для військово-морської блокади західних супротивників, а також для контролю торгового шляху з північних портів СРСР до Англії і як плацдарм для наступу на північно-західні райони СРСР. Для Радянського Союзу цей плацдарм надавав можливості загрожувати Німеччині з півночі, порушити традиційні шляхи постачання їй сировини зі скандинавських країн та для дій на морі проти Англії і Франції.
На одному з етапів підготовки просування СРСР до Скандинавії Й. Сталін направив до Фінляндії відкликаного з Італії повпреда СРСР Б. Ю. Штейна з таємною місією. Після особистого прийому Б. Штейна та М. Литвинова у Й. Сталіна, 10 березня 1939 року Б. Штейн прибув до Гельсінкі, де провів близько півтора місяця. Кілька разів зустрічався з міністром закордонних справ Фінляндії Юго Еркко. Після повернення був прийнятий Й. Сталіним 19 квітня.
Після укладення пакту Молотова — Ріббентропа, за яким Фінляндія була віднесена до радянської «сфери впливу», стосунки між СРСР та Фінляндією загострились. Ще більш напруженими вони стали, коли СРСР разом із Німеччиною 1939 року знищили Польську державу та на вимогу СРСР були підписані угоди «про взаємодопомогу» з країнами Балтії, СРСР розмістив свої військові контингенти на їхній території.
У вересні — жовтні 1939 року радянські війська почали зосереджуватися на радянсько-фінському кордоні. Генеральний штаб Червоної армії розпочав планування війни з Фінляндією. За цими планами Червона армія одним потужним ударом мала розгромити фінські війська та зайняти всю територію країни за кілька днів. За словами головного маршала артилерії Воронова, на нараді у наркома оборони СРСР йому доручили вести розрахунки потрібних обсягів набоїв та обладнання виходячи з того, що війна триватиме дванадцять діб.

## Переговори

### Таємні переговори
Вперше переговори, що мали безпосереднє відношення до майбутніх подій, розпочалися 14 квітня 1938 року, коли другий секретар радянського посольства у Фінляндії Борис Ярцев приватним порядком звернувся до кількох офіційних осіб із фінського уряду з проханням про таємні переговори. Ярцев (справжнє прізвище — Ривкін Борух Аронович), що офіційно займав невисоку посаду у посольстві, насправді був агентом НКВС, Сталін йому надав усі необхідні повноваження для переговорів з керівниками Фінляндії.
Переговори точилися навколо потенційної можливості нападу гітлерівської Німеччини на Фінляндію. Радянський представник давав фінам зрозуміти, що у цьому випадку Радянський Союз також оголосить Фінляндії війну та введе свої війська на її територію, аби забезпечити свій північний кордон біля Ленінграда. Щоб запобігти такому перебігу подій, радянська сторона, турбуючись про безпеку своїх кордонів, пропонувала терміново укласти між країнами угоду про військову взаємодопомогу. Фінляндію перспектива такої угоди не тішила, бо, по-перше, Фінляндія сподівалася зберегти нейтралітет, а угода явно ставила під сумнів позаблоковий статус Фінляндії; а по-друге, маючи угоду, у разі війни Радянський Союз вже на законних підставах вводив до Фінляндії свої війська, тож отримував ще більшу нагоду її окупувати.
Після двох місяців таємних переговорів, уряд Фінляндії визнав їх безперспективними та почав грати у відкриту: уряд Радянського Союзу отримав від уряду Фінляндії офіційну ноту, в якій зазначено, що Фінляндія є нейтральною позаблоковою державою та не надасть дозволу на розташування на своїй території іноземних військ, хоч би до якої держави ті належали.
У відповідь СРСР вже офіційно оголосив свої пропозиції. Окрім вже згадуваної військової угоди, Радянський союз хотів брати участь у озброєнні Аландських островів (що їх раніше було демілітаризовано за Тартуською угодою). Також було запропоновано, щоб Фінляндія дозволила створити радянські військові та морські бази на фінському острові Суурсаарі.
У березні 1939 року у Москву прибула фінська делегація для проведення перемовин з питань торгівлі, що було використане керівництвом СРСР для висунення пропозиції про оренду Радянським Союзом островів у Балтійському морі, які належали Фінляндії. Фінська сторона 8 березня відхилила цю пропозицію. Тоді Й. Сталін вдався до другої спроби таємних перемовин. Після розмови зі Й. Сталіном у присутності М. Литвинова до Гельсінкі був направлений колишній (1933—1934) повноважний представник СРСР у Фінляндії Борис Юхимович Штейн. Від 10 березня Б. Штейн протягом півтора місяця вів перемовини з міністром закордонних справ Фінляндії Ю. Еркко.
Коли у керівництві зовнішніми справами СРСР відбулися значні зміни і головою комісаріату замість М. Литвинова став В. Молотов, він запросив фінську сторону провести у Москві переговори «щодо конкретних питань» у радянсько-фінських відносинах.

### Перший раунд переговорів
Фінську делегацію очолював авторитетний фінський політик Юго Паасіківі, з радянської сторони переговори вів безпосередньо Сталін. Переговори почалися у Москві, 12 жовтня 1939 року.
Радянські вимоги було уточнено та деталізовано, загалом вони виглядали таким чином: у випадку війни між СРСР з одного боку та Німеччиною або Великою Британією з іншого, одне з найважливіших міст Радянського Союзу, Ленінград, опиниться у дуже вразливому становищі, зокрема для нападу через Фінську затоку Балтійського моря. Щоби відвернути загрозу, мають бути зроблені такі кроки: демілітаризовані за попередніми угодами Аландські острови мають бути укріплені та озброєні фінською стороною під наглядом та за участі радянських військових. Фінляндія має надати Радянському Союзу у тридцятирічну оренду півострів Ханко, для розташування на ньому радянських військових баз. Фінляндія має передати Радянському Союзу кілька островів у Фінській затоці для розміщення на них радянських військових сил. Також від Фінляндії очікується передача Радянському Союзу приблизно двох з половиною тисяч квадратних кілометрів фінської території на Карельському перешийку, аби відсунути сухопутний кордон від Ленінграда. Радянський Союз, у свою чергу, передає Фінляндії більше п'яти тисяч квадратних кілометрів власної території — далі на північ, у Карелії.
Відповідь Фінляндії на ці пропозиції була загалом негативною. Фінляндію не обходять проблеми Радянського Союзу, але турбують власні. Участь радянських військових у озброєнні Аландських островів ставить під сумнів нейтралітет Фінляндії, так само як і передача в оренду півострова Ханко. До того ж радянські війська на Ханко та Суурсаарі створюватимуть небезпеку вже для Гельсінкі. Територія на Карельському перешийку, що її хоче собі Радянський Союз, є однією з найбільш промислово розвинених областей Фінляндії, до того ж там міститься друге за розміром та значенням місто країни, Віїпурі. Та ж місцевість, яку СРСР пропонував на заміну, хоча й значно більша за розміром, але порожня та нерозвинена. До того ж на Карельському перешийку розташовані основні оборонні споруди Фінляндії, залишившись без них вона стане беззахисною у військовому плані. Втім, Фінляндія загалом згодилася на обмін кількох островів Фінської затоки на аналогічну за розмірами територію у Карелії. Оренда фінських територій для військових цілей Радянського Союзу теоретично також можлива, але оскільки вона зачіпає позаблоковий статус держави, то така концесія мала би бути схвалена конституційною більшістю фінського парламенту, тобто п'ятьма шостими голосів.
СРСР у свою чергу не пристав на пропозиції Фінляндії, тож після трьох зустрічей фінська делегація відбула додому для консультацій із урядом.

### Другий раунд переговорів
Вдруге радянська та фінська делегації зустрілися 23 жовтня. Ніяких зрушень не відбулось, сторони продовжували стояти на своїх попередніх позиціях. Фіни також висловили протест щодо регулярних, останнім часом, польотів радянських розвідувальних літаків над фінською територією, але будь-якого обговорення цього питання також не відбулося.
Переговори зайшли в глухий кут. Яблуком розбрату виявився півострів Ганко, крайня південна точка Фінляндії. Саме там під час громадянської війни 1918 року висадилась німецька дивізія, щоб прийти на допомогу білим. Аби врятувати переговори від провалу, Паасіківі гарячково шукав компромісу і запропонував СРСР для заснування бази невеличкий острів Юссарі на схід від Ганко. Цю пропозицію висунув Маннергейм, який вважав, що потрібно досягти компромісу. Однак усі партії висловили протест проти будь-яких додаткових поступок і цілковито відмовились давати згоду на передачу Ганко.

### Третій раунд переговорів
3 листопада фінські делегати укотре вирушили до Москви. Поки делегація була в дорозі, СРСР оприлюднив пропозиції. Сталін продовжував згадувати групу островів неподалік Ганко. Фінські делегати зателеграфували своєму уряду, щоб одержати дозвіл запропонувати СРСР острів Юссарі, а також дійти згоди щодо Карельського перешийка. Отримавши відповідь уряду та лідерів парламентських партій, Еркко передав делегатам телеграмою нові інструкції. Їм заборонялось згадувати будь-які острови поблизу Ганко. Якщо за таких умов не вдасться дійти згоди, їм було наказано перервати переговори. Остання зустріч фінської делегації зі Сталіним і Молотовим відбулася 9 листопада. За спогадами Таннера, ватажки СРСР здивувались, почувши відповідь фінської сторони. Дискусія припинилась, фінська делегація повернулась до Фінляндії 13 листопада. Навіть після цього Паасіківі був переконаний, що пропозиція Юссарі могла б дозволити продовжити переговори і, можливо, відкрила би шлях до компромісу.

## Подальші прогнози
Міністр закордонних справ Юго Ніукканен, один з лідерів Аграрної партії, оцінював обороноздатність Фінляндії оптимістичніше за Маннергейма. Він навіть вважав, що війна буде кращою альтернативою для Фінляндії, ніж згода на вимоги СРСР. Він заявив, що в іншому разі на країну чекатиме доля Чехословаччини. Фіни були приголомшені долею Польщі, але також вірили, що географія Фінляндії сприятиме обороні. Лісиста місцевість та скелясте узбережжя, на їхню думку, становили неабиякі перешкоди на шляху агресора, і фіни були переконані, що за таких умов масове використання танків буде неможливим. Капітан Вольфґанґ Галсті з відділу пропаганди Генерального штабу у брошурі, яка широко розповсюджувалась у вересні, запевняв, що Фінляндію неможливо завоювати без тривалої, спустошливої, кривавої війни. Також фіни не думали, що війна або поступки — це єдина альтернатива; вони очікували продовження переговорів і готувались до важкого психологічного протистояння. Переконання, що СРСР не нападе на Фінляндію, не було прорахунком лише фінів. Восени 1939 року мало закордонних спостерігачів вірили в імовірність цього. Преса демократичних країн вважала напад СРСР неможливим і таким чином зміцнювала впевненість Еркко у виборі його політики непоступливості. Лондон і Париж заохочували фінів відкинути пропозиції СРСР, заявляючи, що СРСР не почне військових дій проти Фінляндії. З боку Німеччини фіни одержували суперечливі сигнали. На початку листопада фельдмаршал Герман Герінг застерігав Маннергейма, що Фінляндії варто поступитись у питанні військової бази, в іншому разі СРСР почне війну. Це швидко стало відомо Еркко та президенту Калліо, але жодних корекцій в інструкції щодо переговорів не внесли. Через співпрацю Німеччини з СРСР фінське керівництво підозріло ставилося до першої, побутувала думка, що і в цьому разі Німеччина діє від імені Москви.

## Привід для нападу на Фінляндію
Микита Хрущов у своїх спогадах писав, що на нараді в Кремлі Сталін сказав: «Почнімо сьогодні», і того самого дня привід для війни знайшовся, так званий «Майнільський інцидент»: 26 листопада 1939 року Радянський уряд звернувся до уряду Фінляндії з офіційною нотою, у якій повідомлялось, що внаслідок артилерійського обстрілу, вчиненого з території Фінляндії, загинуло четверо та було поранено дев'ятеро радянських військовослужбовців.
Фінські прикордонники справді зафіксували того дня з кількох точок спостереження численні гарматні постріли, і як належить у такому випадку, факт пострілів та напрямок, звідки вони лунали, було занотовано. Зіставлення нотаток показувало, що постріли було зроблено з радянської території. Уряд Фінляндії запропонував створити міжурядову слідчу комісію, яка б мала розслідувати інцидент. Радянська сторона відмовилася, а невдовзі оголосила, що більше не вважає себе зв'язаною умовами радянсько-фінської угоди про взаємний ненапад.
29 листопада 1939 року СРСР розірвав із Фінляндією дипломатичні стосунки, а 30-го листопада о 8:00 за московським часом радянські війська одержали наказ перейти радянсько-фінський кордон та розпочати бойові дії. Офіційно війну так і не було оголошено.

## Політичні дії СРСР

### Створення маріонеткового «уряду»

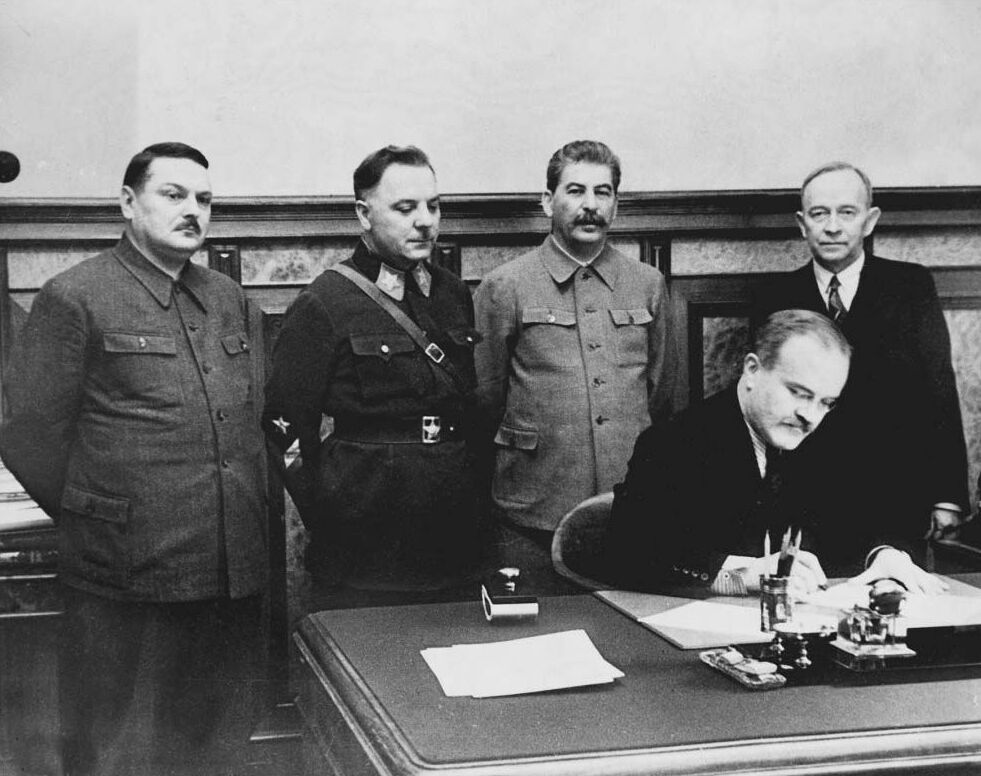
Підписання терійокського пакту (О. Куусінен стоїть крайній праворуч)

Ідея створення «Народного уряду» Фінляндії виникла в Кремлі ще тоді, коли йшли переговори в Москві, восени 1939 року. 1 грудня 1939 року московське радіо офіційно оголосило про створення на території СРСР у містечку Терійокі Фінляндської Демократичної Республіки. Уряд маріонеткової «держави» був зібраний на базі керівництва створеної ще у 1918 році в Москві та весь час перебуваючої на теренах СРСР Комуністичної партії Фінляндії. На чолі уряду, партії і «держави» Сталін поставив старого перевіреного більшовика, відомого «червоного фіна», члена Виконкому Комінтерну Отто Віллє Куусінена. СРСР негайно визнав «уряд» Куусінена і уклав з ним «договір про дружбу».

### Створення «фінської народної» армії
Ще на стадії переговорів в Москві восени 1939 року радянським керівництвом було поставлене завдання терміново розгорнути власну «фінську» дивізію. Оскільки напередодні війни в СРСР прокотилися кілька хвиль репресій та етнічних «чисток» у відношенні до фінського населення СРСР, інгерманландців, карелів та фінських комуністів, етнічних «кадрів» для створення подібної армії в СРСР не вистачало. Тому ця «армія» мала складатися не з фінів, а з людей фіно-угорського походження, бажано щоб зовні схожих на фінів (білявих, північних блондинів). Зрештою, була розгорнута «Народна Армія Фінляндії», яка складалася не стільки з фінів, карелів та вепсів, скільки з білявих слов'ян, більшість з яких були білорусами. Так офіцери в штабі цієї армії жартували:
— Ми не знаємо, чи є фінські міни, але те, що є мінські фіни, це точно!.
Відтак таке «фінське народне» формування було створено, але боєздатність її «вояків» була вкрай низькою. У цьому війську, наприклад, з'явилися бійці з такими «фінськими» прізвищами, як Тажибаєв, Полянський, Устименко. Штаб корпусу очолив комбриг Романов, який відтоді став Райкасом, а політвідділ — Терешкін, який із жовтня 1939 до квітня 1940 року звався Тервоненом. Лише командувачем «ФНА» був справжній фін Аксель Анттіла, кадровий офіцер Червоної армії, якого 1937 року було репресовано, а 1939 року терміново повернуто з ГУЛАГу. Жоден із майже тисячі фінських військовослужбовців, які потрапили до радянського полону під час Зимової війни, не погодилися, попри страшний тиск із боку радянських чекістів, вступити до лав цієї «армії».
За весь період війни участі в бойових діях ФНА практично не брала і перебувала в тилу Червоної армії. Після початку радянського етапу Другої світової війни з Німеччиною влітку 1941 року підрозділи цієї «армії» були передані радянським військам на фронтах, а після закінчення Другої світової війни всіляка інформація про її існування була в СРСР засекречена.

## Міжнародна реакція

### Виключення СРСР з Ліги Націй
3 грудня фінський уряд офіційно звернувся до Ліги Націй з проханням скликати Раду та Асамблею, щоб обговорити заходи, яких потрібно вжити для зупинення радянського військового вторгнення. Фіни сподівались, що Ліга погодиться стати посередником у мирних переговорах між Фінляндією та СРСР або спонукатиме країн-членів надати Фінляндії допомогу. Насправді саме генеральний секретар Ліги Націй, Жозеф Авеноль, першим порадив зробити звернення. Він вважав, що СРСР стояв на заваді його планам реформування Ліги Націй, і тому прагнув його ізолювати. Оскільки Британія та нейтральні країни Європи не мали бажання псувати відносини з СРСР, він звернувся за підтримкою до держав Південної Америки. Блок країн на чолі з Аргентиною попросив негайного виключення СРСР з Ліги Націй. СРСР відмовився брати участь у обговоренні цього питання, запевняючи, що не воює з Фінляндією, натомість щойно підписав договір з «демократичним урядом» країни. Британія і Франція вирішили підтримати пропозиції південноамериканського блоку. Фінський уряд не підтримав виключення СРСР з цієї організації, однак до побажань фінів ніхто не прислухався. Зрештою, Асамблея і Рада прийняли резолюцію, яка засуджувала агресію СРСР проти Фінляндії та заявляла, що цим самим СРСР виключив себе зі складу організації.

### Збройна, гуманітарна та фінансова допомога Фінляндії
В Англії та Франції напад Радянського Союзу на Фінляндію викликав бурхливу реакцію серед населення. Преса вимагала надати швидку та енергійну допомогу Фінляндії. Офіційні кола поставилися до цієї події, проте досить стримано. Через наростання ворожості між Фінляндією та СРСР уряди Англії та Франції схильні були вважати, що Фінляндія для них втрачена. Уряду Рюті вдалося все ж таки досить швидко повернути довіру Лондона та Парижа.
До війни Велика Британія була найважливішим постачальником устаткування фінських військово-повітряних сил. 4 грудня британський воєнний кабінет вирішив продати Фінляндії 20 винищувачів-біпланів «Gloster Gladiator». Також британці за весь час війни переправили фінам 114 польових гармат, 200 протитанкових гармат, 185 тис. артилерійських снарядів, 17 700 авіабомб та 10 тис. протитанкових мін. Південно-Африканський Союз безоплатно передав Фінляндії 22 винищувачі Gloster Gauntlet II.
Франція планувала поставити Фінляндії 179 літаків (безоплатно передати 49 винищувачів і продати ще 130 літаків різних типів), проте фактично в період війни були передані лише 30 винищувачів Morane-Saulnier MS.406C1 і ще шість Caudron C.714 війні не брали участь. До 12 березня 1940 року, дню підписання Московського мирного договору, французи готували відправити ще 10 літаків на кораблях і везли з Парижа до Гавра ще три винищувачі. Також Фінляндії було передано 160 польових гармат, 500 кулеметів, 795 тис. артилерійських снарядів, 200 тис. ручних гранат, 20 млн патронів, 400 морських мін та кілька тисяч комплектів амуніції.
У січні 1940 року США продали Фінляндії 10 тисяч гвинтівок, а також передали ще 44 винищувачі Brewster F2A Buffalo, але вони прибули надто пізно і не встигли взяти участь у бойових діях. Спроби фінів отримати з Америки кредит чи закупити військові матеріали здебільшого відхилялися. У зв'язку з прийняттям закону про нейтралітет президент і держсекретар виявляли обережність. У грудні 1939 року колишній президент США Герберт Гувер очолив Фонд допомоги Фінляндії (на основі Комісії допомоги Польщі та Комісії допомоги Бельгії): до кінця січня 1940 року Фінляндія отримала з цього Фонду понад 2 млн доларів США.
Фашистська Італія також відповіла на заклики Фінляндії про допомогу. Королівські військово-повітряні сили Італії відправили фінам 35 винищувачів Fiat G.50, але п'ять машин було розбито при їх перегоні та освоєнні особовим складом. У свою чергу Королівська італійська армія передала 94,5 тис. гвинтівок M1938, 1500 пістолетів Beretta зр. 1915 року та 60 пістолетів Beretta M1934.
Швеція, яка оголосила про свій нейтралітет на початку Другої світової війни, проте під час Зимової війни нейтралітету не оголошувала, а заявила про себе як невоюючу сторону. Це дозволило активно надавати допомогу Фінляндії, поставляючи військове спорядження, сировину. Шведська армія, що скорочувала свої сили, особисто передала одну третину свого озброєння фінським військам: за різними оцінками, шведи передали за роки війни від 80 до 135 тис. гвинтівок, 500 автоматичних гвинтівок та кулеметів, 50 млн патронів, близько 330 гармат (зокрема 112 польових, 85 протитанкових, 104 зенітних), 30 тисяч артилерійських снарядів та 29 літаків.
Данія від імені свого Уряду продала Фінляндії близько 30 штук 20-мм протитанкових гармат та снаряди до них, але щоб не порушувати нейтралітет, підробила документи на замовлення, підписавши його як «шведський». До Фінляндії також були направлені санітарна автоколона та кваліфіковані робітники, також розпочалася кампанія зі збору коштів для Фінляндії.
Бельгія поставила Фінляндії 171 пістолет-кулемет MP.28-II, а в лютому 1940 — 56 пістолетів «парабеллум» P-08.
Владислав Сікорський, прем'єр-міністр польського уряду у вигнанні, пообіцяв відправити Польську окрему гірську бригаду на допомогу фінам. Допомога була організована надто пізно, і в результаті до Фінляндії дісталися лише шість польських добровольців, причому зовсім не з цієї бригади.
Естонія залишалася офіційно нейтральною, але 400—1000 естонців таємно виїхали до Фінляндії щоб добровільно воювати проти радянських загарбників. За оцінками, близько 100 естонських добровольців на фінській стороні брали участь у військових діях до кінця Зимової війни.

### Іноземні санкції
США після початку радянсько-фінської війни припинили постачання низки товарів у СРСР (наприклад, компонентів для авіапромисловості), розцінивши Радянський Союз як агресора. У відповідь на заклики виробників не постачати товари країні, що порушила статут Ліги націй, американсько-російська торгова палата порівняла таку позицію з «відмовою продавати товари людині просто тому, що вона б'є свою дружину». Ембарго діяло до липня 1941 року. І лише після початку радянсько-німецької війни були розблоковані рахунки радянських торгових організацій. СРСР знову став отримувати необхідні для авіаційної промисловості верстати та інструменти.

### Роль Третього Рейху у війні
І у Фінляндії, і СРСР були впевнені, що Третій Рейх допомагає їхнім ворогам. Багато фінів у 1939-1940-х, та й пізніше, були впевнені в тому, що німецькі військові інструктори, пілоти та танкісти брали участь у боях на боці СРСР. У радянській літературі також іноді згадується про «німецьку допомогу» і «німецьких добровольців», які їхали до Фінляндії.
Але насправді Третій Рейх був вірний пунктам договору Молотова — Ріббентропа. На початку грудня 1939 дипломати Третього Рейху отримали розпорядження уникати будь-яких антирадянських висловлювань. Вони повинні були виправдовувати дії СРСР щодо Фінляндії посиланнями на «неминучість» перегляду кордонів та «природної потреби» Радянського Союзу у діях із забезпечення безпеки Ленінграда та встановлення контролю над акваторією Фінської затоки.
Третій Рейх чинив тиск на шведський уряд, коли той почав схилятися до повномасштабної допомоги Фінляндії. У розпал Зимової війни нацисти заборонили використовувати повітряний простір для перегону до Фінляндії італійських винищувачів. Літаки, що поставляються фінам через території Рейху, були затримані. Але водночас нацисти таємно компенсували Швеції військові постачання армії Фінляндії. Розмір компенсації сягав 20–30 % вартості всіх поставок. Третій Рейх всіляко хотів затягнути Зимову війну.
Наприкінці війни Тойво Ківім'яки, майбутній фінський посол, прибув до Німеччини і 22 лютого 1940 на переговорах з Германом Герінгом отримав деякі гарантії того, що Німеччина допоможе повернути Фінляндії будь-які території, які СРСР вимагатиме від фінів.

## Озброєння та сили сторін

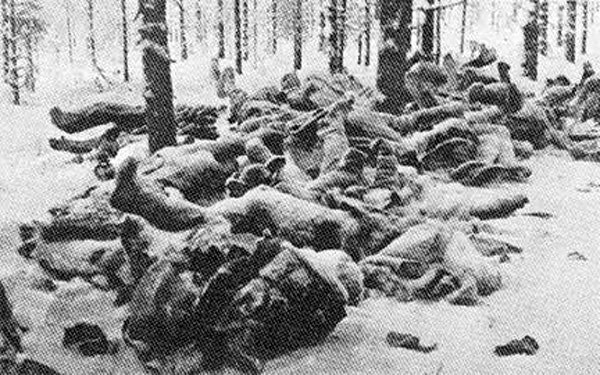
Червоноармійці, убиті у Фінляндії

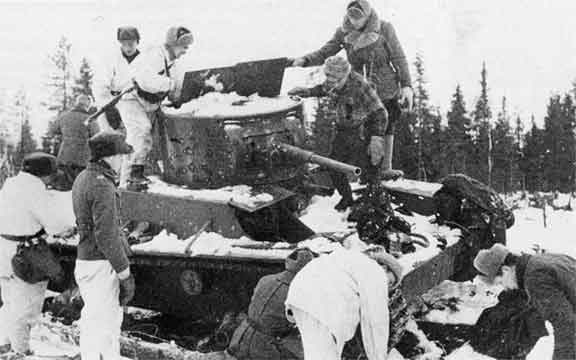
Підбитий радянський танк Т-26. Січень 1940

Співвідношення сил станом на 30 листопада 1939 року:
|                | Дивізії | Особовий склад | Гармати і міномети | Танки | Літаки |
| Фінська армія  | 14      | 265 000        | 534                | 26    | 270    |
| Червона армія  | 24      | 425 640        | 2876               | 2289  | 2446   |
| Співвідношення | 1:1,7   | 1:1,6          | 1:5,4              | 1:88  | 1:9,1  |

До складу фінської дивізії входили: штаб, три піхотні полки, одна легка бригада, один полк польової артилерії, дві інженерні роти, одна рота зв'язку, одна саперна рота, одна інтендантська рота.
Добровільна жіноча організація «Лотта Сверд» зробила вагомий внесок у зусилля армії. Понад 80 тис. жінок працювали на війні у сфері постачання, зв'язку, медичної допомоги та авіаспостереження.
До складу радянської дивізії входили: три піхотні полки, один полк польової артилерії, один полк гаубичної артилерії, одна батарея протитанкових гармат, один батальйон розвідки, один батальйон зв'язку, один інженерний батальйон.
Фінська дивізія поступалася радянській як за чисельністю (14 200 проти 17 500), так і за вогневою потужністю, що видно з наступної порівняльної таблиці:
| Озброєння                                  | Фінська дивізія | Радянська дивізія |
| ------------------------------------------ | --------------- | ----------------- |
| Гвинтівок                                  | 11 000          | 14 000            |
| Пістолет-кулеметів                         | 250             | —                 |
| Автоматичних і напівавтоматичних гвинтівок | 250             | 419               |
| Кулеметів 7,62 мм                          | 116             | 200               |
| Кулеметів 12,7 мм                          | —               | 6                 |
| Зенітних кулеметів (чотирьохствольних)     | —               | 32                |
| РГД                                        | —               | 261               |
| Мінометів 81−82 мм                         | 18              | 18                |
| Мінометів 120 мм                           | —               | 12                |
| Польова артилерія (калібр 37−45 мм)        | 18              | 48                |
| Польова артилерія(калібр 75−90 мм)         | 24              | 38                |
| Польова артилерія (калібр 105−152 мм)      | 12              | 40                |
| Танки                                      | —               | 40-50             |
| Бронемашини                                | —               | 15                |

| Тип                           | Радянський Союз | Фінляндія |
| ----------------------------- | --- | --- |
| Танки                         | Т-26, Т-28, КВ, БТ (БТ-2 та, переважно, БТ-5), Т-37А, Т-38 і варіанти експериментальних та прототипів бойових машин (таких як СМК) | Віккерс-шеститонний, Рено FT-17 (використовувались лише як вриті в бункери) |
| Артилерія й протитанкові сили | 50-мм, 82-мм і 120-мм міномети, артилерія різних калібрів починаючи з 76-мм легких польових гармат до надважких 203-мм гаубиць | Фінські 81-мм міномети Tampella, 82 та 120-мм міномети (захоплені на радянських складах), 76-мм дивізійна гармата зразка 1902 року M1902, 37-мм протитанкова гармата Бофорс, фінська протитанкова рушниця Lahti L-39 моделі 1939 року, 20-мм зенітна гармата Madsen (перероблена для протитанкового використання) |
| Літаки                        | І-15, І-153 «Чайка», І-16, Р-5, СБ, ДБ-3, ТБ-3 | Фокер D.XXI, Бристоль Баллдог (MK IV), Глоустер Гладіейтор, Фіат G.50 Фреччіа, «Моран-Солньє» MS.406, Фоккер C.V, Фоккер C.X, Блекберн Райпон, Юнкерс W 34, Бристоль Блейхейм моделі I, IV, Хоукер «Харт» |
| Стрілецька зброя і гранати    | гвинтівка Мосіна 1891/1930, варіанти включно зі снайперською та карабінною версіями, напівавтоматична гвинтівка СВТ-38, стрічковий кулемет Максим 1910, кулемет ДП-27, напівавтоматичний пістолет TT33, револьвер Nagant M1895, осколкова граната Ф-1, розривна граната РГД-33 | гвинтівка Мосіна модель 1891 року (захоплені гвинтівки 1891/1930 місцевого виробництва, а також фінські моделі засновані на Model 1891 (моделі m1891-24, m/27, m/28 та m/28-30)), СВТ-38 (захоплені з радянських складів), гвинтівка Swedish Mauser, гвинтівка Carcano Mod. 91/38 (калібром 7,35), пістолет-кулемет Suomi KP/-31, ручний кулемет LS-26, кулемет ДП-27 (захоплені в радянських складах), пістолет парабелум, пістолет Лахті L-35, напівавтоматичний пістолет TT33, револьвер Nagant M1895 (останні два типи пістолетів були захоплені на радянських складах), стрічковий кулемет Максим 1910 російський та фінський варіанти включаючи версію 09/21, саморобні гранати, коктейлі Молотова, фінська розривна граната M32, радянська розривна граната РГД-33, німецький кулемет MG-08 |

## Перший період війни
Першим етапом війни зазвичай вважають період з 30 листопада 1939 року по 10 лютого 1940 року. На цьому етапі вівся наступ частин Червоної армії на території від Фінської затоки до берегів Баренцева моря. У СРСР вважали, що війна буде повторенням Польської кампанії. Основні бойові дії повинні були бути завершені протягом двох тижнів. На 250 тисяч фінських солдатів припадало до 1 мільйона радянських, 30 танків проти 3 тисяч, 130 літаків проти 3800. У Москві не очікували серйозного опору з боку фінів і розглядали кампанію як «військову прогулянку».

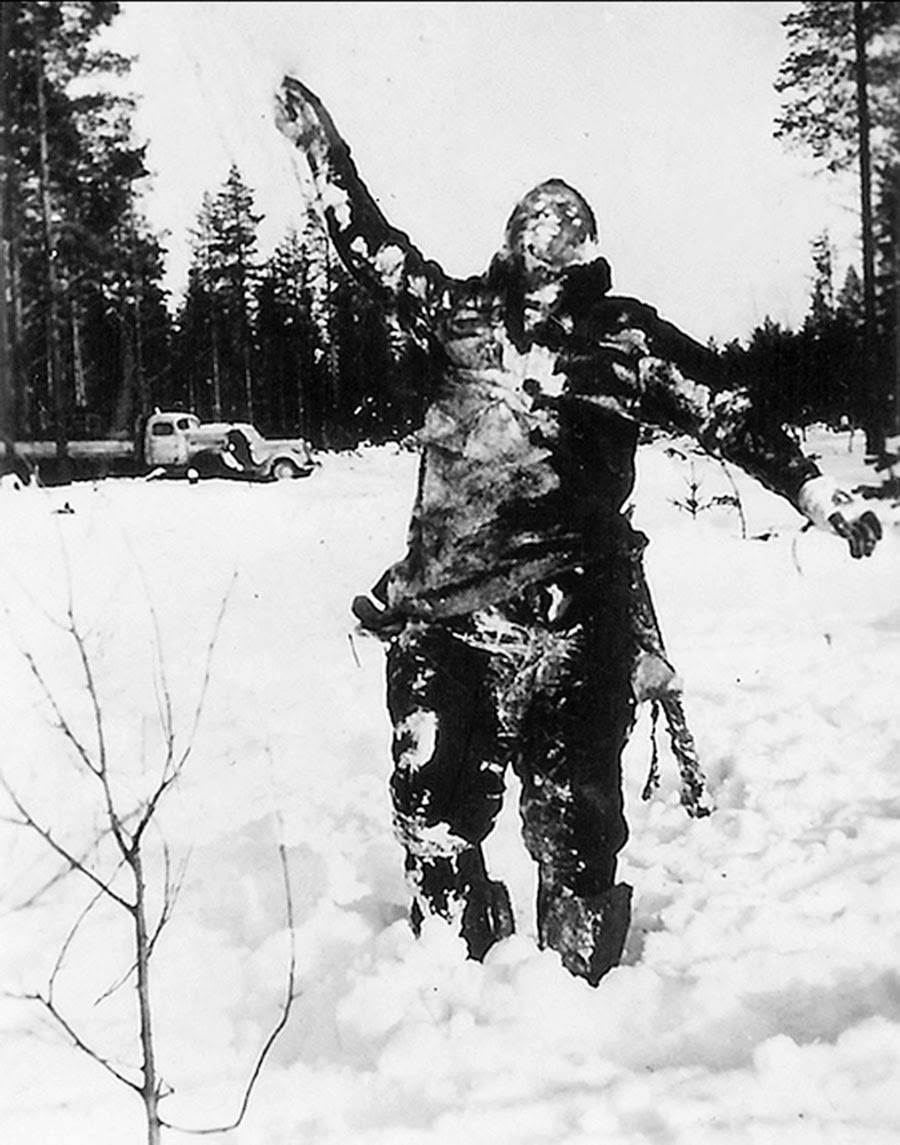
Замерзлий радянський солдат, встановлений фінськими бійцями як попередження

Основного удару Червона Армія завдала з двох напрямків — 7-ма армія мала подолати Карельський перешийок та захопити Віїпурі, 9-та армія завдавала удар на Рованіємі з метою розділити Фінляндію на дві частини. Добре озброєна ця армія, маючи велику кількість танків та артилерії, стрімко почала просуватися вперед, фінські війська відступали не маючи достатньої кількості протитанкових засобів. Втім, одразу далася взнаки неузгодженість дій радянських військ: артилерія та авіація діяли окремо від задач піхоти, танки використовувалися неефективно. Підрозділи, вислані СРСР воювати у Фінляндію, загалом вважались одними з найкращих військ Червоної армії. Однак їм бракувало організованості, гарного командування, вишколу та оснащення, чим можна пояснити те, чому поставлені перед ними завдання не були виконані. До того ж фіни не були приголомшені, евакуація мирного населення з небезпечних районів розпочалася одразу після Майнільського інциденту, війська при відступі густо мінували територію, почали діяти численні лижні загони: добре обізнані з місцевістю вояки зненацька атакували колони радянських військ, добре замасковані снайпери завдавали значних втрат червоній армії. На додачу, зіпсувалась погода — червоноармійці ще були у літній формі, радянське рушничне мастило на морозі тверділо, акумулятори вантажівок виходили з ладу. У війну вступило «Державне управління спиртних напоїв» Фінляндії, яке взялося до масового виготовлення пляшок із запалювальною сумішшю — саме фіни назвали цей витвір «коктейль Молотова». За три місяці Зимової війни випущено 500 тисяч таких пляшок, і фіни вдало підпалювали ними радянські танки.
Радянська пропаганда зверталась як до військ, так і до цивільного населення, виправдовуючи війну потребою захистити Ленінград, але також згадувала і про звільнення фінського народу. «Ми йдемо у Фінляндію не як завойовники, а як друзі фінського народу», — стверджувалось в інструкції для військ, виданій 23 листопада політичним управлінням Ленінградського військового округу.

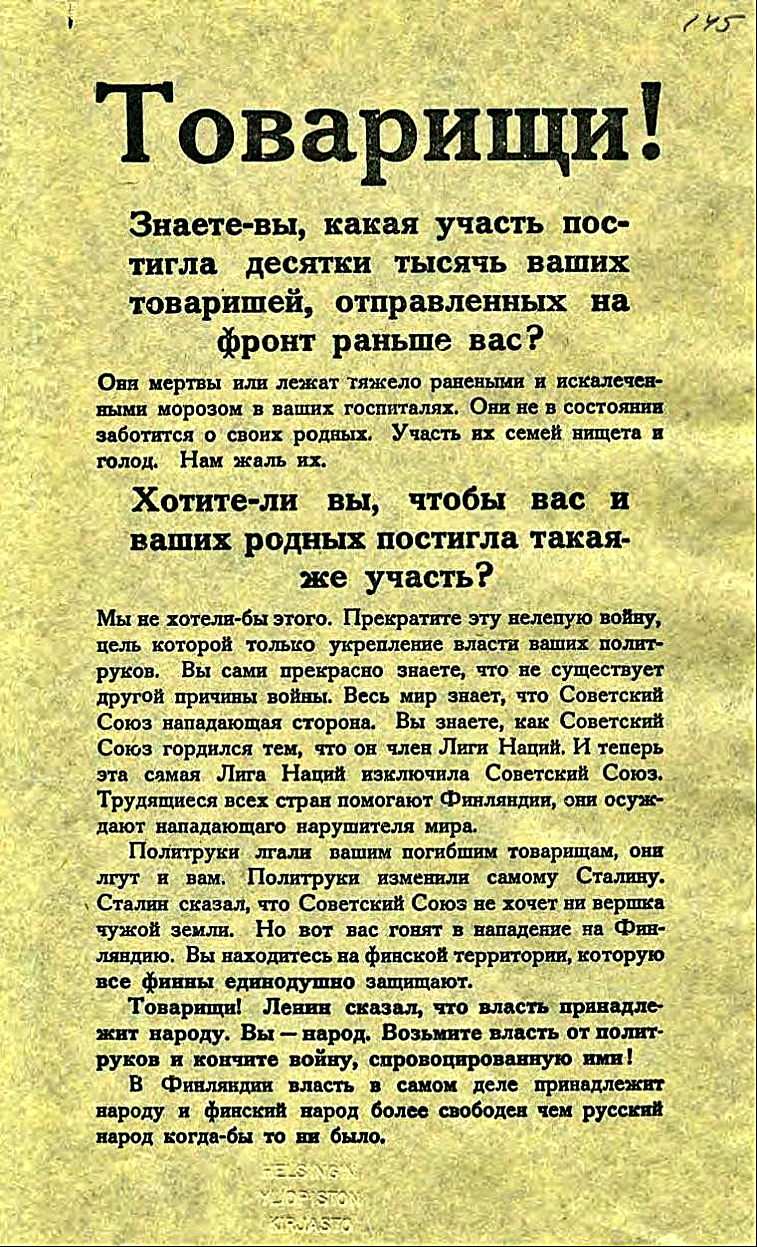
Фінська листівка зі зверненням до солдатів Червоної Армії

Війна вже за перший місяць виявила радянську недооцінку військового потенціалу Фінляндії, обмежені можливості Червоної армії вести бойові дії в зимових умовах та огріхи в підготовці її кадрового складу. Червоною армією було провалено наступ на усіх чотирьох напрямках удару. До 12 грудня частини 7-ї армії змогли подолати лише смугу забезпечення лінії і вийти до переднього краю головної смуги оборони. Спроби радянських військ 15-22 грудня прорватись крізь «лінію Маннергейма» у західній частині Карельського перешийка зазнали невдачі. Десятки радянських танків лежали знищеними перед позиціями фінів. Назва маленького села Сумма стала символом затятого опору — фінським Верденом. У Толваярі, на північ від Ладозького озера, фіни, попри те що поступались противнику чисельністю, здійснили атаку і розгромили дві радянські дивізії. На кордоні далі на північ радянські війська також зазнали великих труднощів. Не маючи ані лиж, ані навичок користування ними, вони мусили послуговуватись лише двома наявними дорогами, а фінські підрозділи, швидко просуваючись по лісистій місцевості, могли розбити велелюдну колону, оточити окремі її частини та знищити їх одна за одною. Саме в цих боях у непрохідних лісах мобільність фінів і їхнє вміння вести війну у зимових умовах уповні виправдали себе. Лише в регіоні Печенги оборона була слабкою, радянські війська змогли досягти поставлених цілей і окупувати його. До кінця грудня тривали спроби прориву, що не принесли ніякого успіху. Всього до кінця грудня втрати Червоної Армії склали майже 70 тисяч солдат.

### Погодні умови в Зимовій війні
Зима 1939—1940 рр. була надзвичайно холодною, в середині січня 1940 р. на Карельському перешийку була рекордно низька температура -43 °C. Холод, сніг, ліс і довгі години темряви були факторами, які фіни могли використати на свою користь. Фіни одягалися багатошарово, а лижники одягали легку білу снігову накидку. Цей сніговий камуфляж робив лижників майже непомітними, щоб їм було легше виконувати партизанські атаки на радянські колони. На початку війни радянські танки були пофарбовані в стандартний оливковий колір, а солдати — у звичайну форму кольору хакі. Лише наприкінці січня 1940 року радянські війська пофарбували своє спорядження в білий колір і видали піхоті сніжні костюми.
Більшість радянських солдатів мали відповідний зимовий одяг, але це було не в кожній частині. У битві під Суомуссалмі тисячі радянських солдатів загинули від обмороження. Радянським військам також не вистачало навичок катання на лижах, тому солдатам було обмежено пересування дорогою і змушені були рухатися довгими колонами. Червоній армії не вистачало відповідних зимових наметів, і військам доводилося ночувати в імпровізованих укриттях. Деякі радянські частини зазнали втрат від обмороження аж до десяти відсотків особового складу навіть до перетину фінського кордону. Однак холодна погода давала перевагу радянським танкам, оскільки вони могли пересуватися по замерзлому рельєфу та водоймах, а не залишатися загрузлими в болотах. За словами історика Кривошеєва, під час війни захворіли або були обморожені щонайменше 61 506 радянських солдатів.

### Повітряні бомбардування Фінляндії
Радянські війська мали значну перевагу у повітряних силах. На 1 фінський літак було 9 радянських. Вже 30 листопада відбулось авіаційне бомбардування Гельсінкі, Віїпурі (Виборг) та інших фінських міст бомбардувальниками з радянських військових баз у Прибалтиці та біля Ленінграда. Чималі жертви серед цивільного населення Фінляндії внаслідок цих бомбардувань стали приводом для виключення Радянського Союзу з Ліги Націй. Одночасно радянська преса повідомляла, що жертв серед цивільного населення Фінляндії немає.

### Битва при Суомуссалмі
Бойові дії між радянськими і фінськими військами біля селища Суомуссалмі, що тривали з 7 грудня 1939 року по 8 січня 1940 року. Одним з відомих епізодів цієї битви стала битва на Раатській дорозі на початку січня, де фіни розбили колону 44-ї стрілецької дивізії, яка йшла на допомогу оточеній фінами 163-й дивізії в Суомуссалмі. Ця поразка Червоної Армії мало вплинула на результат війни, але значно зміцнила бойовий дух фінів. Подіям воєнного часу присвячена виставка в музеї Raatteen Portti (Ворота на Раате) і справжня (відновлена в 1993—1994 роках) землянка з траншеями на лінії річки Пурасйокі.

### Тимчасове затишшя
До кінця грудня 1939 року стало ясно, що безплідні спроби продовжити наступ Червоної армії ні до чого не приведуть. На фронті наступило відносне затишшя. Протягом січня і початку лютого йшло посилення і радянських, і фінських військ. У Червоній армії пройшли показові розстріли перед строєм вищих командирів, які не впоралися з поставленими задачами, від командування Ленінградським воєнним округом було усунуто командарма 2-го рангу Кирила Мерецкова, заміненого на командарма 1-го рангу Семена Тимошенка, а загальне керівництво Північно-Західним фронтом поклали на наркома оборони Климента Ворошилова.
Наприкінці року Рюті і Таннер почали шукати посередника для укладання миру. У цій ролі вони переважно бачили Німеччину або Сполучені Штати. На початку січня Таннер попросив німецького дипломатичного представника в Гельсінкі передати в Берлін запит про те, чи не порадить німецький уряд щось Фінляндії в ситуації, що склалась. Посланець фон Блюхер наполегливо рекомендував міністру закордонних справ, аби Німеччина взяла на себе роль миротворця. Берлін не погодився. За інструкцією, виданою міністром закордонних справ фон Ріббентропом, фон Блюхеру повідомили, що Берлін вважав, що не існувало перспектив для залагодження конфлікту. 25 січня німецький посол у Москві Вернер фон дер Шуленбург порушив питання війни з Фінляндією в розмові з Молотовим. Нарком закордонних справ пояснив, що уряд СРСР не потерпить ворожого фінського уряду так близько від Ленінграда та Мурманської залізниці, а тому про жодну угоду з «урядом Таннера-Рюті» і Маннергеймом не могло бути й мови. З цих слів Берлін зробив висновок, що СРСР не воліє бачити Німеччину у ролі посередника в мирних переговорах, і остання дотримуватиметься цієї позиції до самого кінця Зимової війни.

Сполучені Штати не мали ніякого інтересу захищати Фінляндію. З іншого боку американський народ виразно співчував фінам. Американський історик Майкл Беррі писав:
За словами сенатора Каппера, він «усім серцем вболівав за Фінляндію», але рішуче виступав проти надання американських грошей «будь-якій країні, що бере участь у війні». У принципі Корделл Голл був готовий розглянути можливість посередництва Америки у війні між Радянським Союзом і Фінляндією. Наприкінці січня він уповноважив посла Штейнгардта звернутись до Молотова конфіденційно, щоб з'ясувати, чи така ініціатива з боку Сполучених Штатів має шанс на успіх. Молотов заявив, що неможливо вести переговори з «урядом Рюті-Таннера-Маннергейма». Після цієї зустрічі Штейнгардт зробив висновок, що на даний момент радянське керівництво не зацікавлене припиняти збройний конфлікт у Фінляндії.
3 січня 1940 року біля північного краю острова Готланд (Швеція) з 50 членами екіпажу затонув (ймовірно, підірвався на міні) радянський підводний човен С-2 під командуванням капітан-лейтенанта Соколова. С-2 була єдиним кораблем РККФ, втраченим СРСР.

## Другий період війни
У січні 1940 року у Фінляндії панував порівняно впевнений настрій. Лінію Маннергейма вдалося утримати. На півночі поблизу селища Суомуссалмі знищили дві радянські дивізії. На північ від Ладозького озера ще дві радянські дивізії були відрізані і ніяк не могли прорватись до своїх. Назагал громадськість була впевнена, що Фінляндія здатна і надалі успішно захищати себе. У розмові з Рюті Маннергейм визнав, що переоцінив Червону армію.
Бойові дії активізувалися у лютому 1940-го, коли СРСР зосередив на радянсько-фінському фронті 760 тис. військовослужбовців. Підкріплення було надіслано з таких віддалених регіонів, як Одеський, Уральський та Сибірський військові округи. 11 лютого 1940 року Червона Армія переходить у наступ. До цього 10 днів артилерія перемелювала укріплення «лінії Маннергейма». У прорив пішли важкі танки КВ-1, Балтійський флот та Ладозька військова флотилія, які підтримували наступ. За 3 три дні 7-ма та 13-та армії (35 дивізій) Північно-західного фронту (командувач С. Тимошенко) подолали першу смугу фінської оборони на Карельському перешийку, зламали спротив 15 дивізій фінської армії.
17 лютого фіни відвели до другої смуги оборони навіть частини боєздатності: вони могли бути оточені. До 21 лютого 7-а армія вийшла до другої смуги оборони. 28 лютого обидві армії Північно-Західного фронту розпочали наступ у смузі від озера Вуокса до Виборзької затоки. Фінські війська не змогли стримати натиску та відійшли. Намагаючись зупинити наступ на Виборг, фіни відкрили шлюзи Сайменського каналу, затопили місцевість на північний схід від міста, але це теж не допомогло, хоча червоноармійцям довелося наступати по груди в крижаній воді.

20 лютого Таннер передав Гюнтерові офіційне прохання до Швеції виступити посередником у мирних переговорах. Новий шведський посланець у Москві, Вільгельм Ассарссон, негайно одержав аудієнцію в Молотова. У розмові з ним 20 і 21 лютого Ассарссон з'ясував умови радянського уряду: на додаток до Ганко, передача південно-східного району Фінляндії разом з Виборгом та Сортавалою. Нарком закордонних справ заявив: 
|  | Це мінімальні вимоги, щодо яких радянський уряд не збирається торгуватись. |

Молотов також сказав, що СРСР бажає обговорити підписання угоди з Фінляндією та Естонією про спільну оборону Фінської затоки. Прем'єр-міністр Рюті заявив, що абсолютна необхідність — зберегти армію від знищення, аби території, які наразі змушують передати, могли бути за сприятливих обставин відвойовані.

Ті, хто висловлювався проти укладання миру, вважали, що Радянський Союз ставить собі за мету загарбання всієї Фінляндії. Міністр оборони Ніукканен закликав:
|  | До Росії повсякчас потрібно ставитися з підозрою. |

У парламентському комітеті закордонних справ зокрема Урго Кекконен з Аграрного Союзу надавав перевагу продовженню війни. Він також вважав, що мир, укладений на запропонованих СРСР умовах — рівнозначний капітуляції та означає, що Фінляндія потрапить під цілковитий контроль Радянського Союзу.

Коли Фінляндія вже вела мирні переговори у Москві, союзники під час переговорів із фінами готові були ввести до Фінляндії війська. 2 березня Британія і Франція повідомили Швецію і Норвегію про свій намір надіслати підкріплення Фінляндії і попросили надати їм право перетину своєї території. Але не стільки для захисту фінів, скільки для розв'язання власних проблем: щоб опанувати Скандинавію та не віддати її Третьому Рейху. Швеція та Норвегія заявили, що цілковито відмовляють їм у такому праві. Генерал Айронсайд писав:
|  | У них немає жодних ілюзій і вони чудово усвідомлюють, що наша висадка там означатиме війну у Швеції. Я не можу їх за це звинувачувати. |

З метою заохотити фінів продовжувати боротьбу французький прем'єр Даладьє був готовий запропонувати їм щедру допомогу, не дуже переймаючись тим, чи буде спроможний виконати обіцяне. Тоді ж почали говорити про повітряні бомбові удари з Сирії та Іраку по нафтовому району Баку, про десант союзників в Архангельську. Обговорювалося навіть питання про організацію повстання на Кавказі під проводом французьких офіцерів. Нові обіцянки спонукали фінський уряд відкласти прийняття рішення. Однак невизначеність і суперечливість інформації про чисельність цих військ та дати їх прибуття невдовзі підірвали довіру фінів до цих обіцянок.
У ніч на 2 березня червоноармійці спробували одразу, під покровом темряви, форсувати Виборзьку затоку, проте сильним вогнем фінської артилерії були відкинуті на вихідні позиції. 5 березня Червона Армія знову повторила наступ, вона просунулася на 10—15 км (6,2—9,3 милі) повз лінію Маннергейма і увійшла в передмістя Виборга. 6–7 березня, після завзятих боїв радянська піхота перерізала залізничну магістраль Виборг — Антреа. 11 березня Червона армія перерізала шосе Виборг — Гельсінкі, замкнувши тим самим кільце блокади навколо Виборга.

## Закінчення війни
На початок весни керівництво Фінляндії вичерпало усі можливості у пошуку міжнародної підтримки. Крім постачання зброї, яке велося Великою Британією і Францією та невеликих загонів добровольців і моральної підтримки Скандинавських країн, розраховувати було ні на кого. Після прориву «лінії Маннергейма» Фінляндія свідомо була не в змозі стримати наступ Червоної Армії.

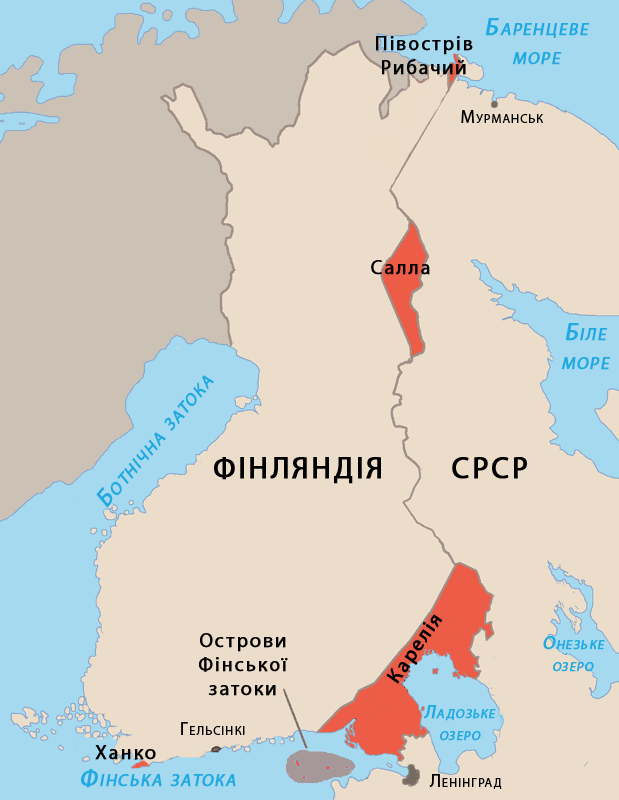
Втрачені фінські землі після завершення війни

5 березня уряд Фінляндії ухвалив рішення прийняти умови радянського уряду, і наступного дня мирна делегація вирушила через Стокгольм до Москви. Делегацію очолював прем'єр-міністр Рюті, а до її складу увійшли Паасіківі, генерал Рудольф Валден та голова парламентського комітету у закордонних справах Вяйньо Войонмаа. По той бік столу переговорів сиділи нарком закордонних справ Молотов, перший секретар Ленінградського обкому партії А. О. Жданов та комдив О. М. Василевський. Окрім старих вимог, претензії на територію Куусамо та Салла були новими. Радянське керівництво виправдовувало їх потребою захистити Мурманську залізницю. Слід визначити, що угоду про спільну оборону, яку 20 лютого Молотов згадував у розмові з Ассарссоном, не було включено до умов мирного договору. Раннього ранку 13 березня був підписаний радянсько-фінський мирний договір.
Однак на фронті далеко не все стихло. Під Виборгом точилися бої, і, незважаючи на підписаний мир, фінська армія ще не збиралася припиняти опір. Виборг був останнім рубежем фінської оборони, і фіни постаралися сумлінно зміцнити його. Цивільних жителів із Виборгу фіни евакуювали, щоб ніщо не заважало вуличним боям: місто розраховували перетворити на один суцільний укріпрайон.
У ніч із 12 на 13 березня війська 7-ї радянської армії розпочали генеральний штурм Виборга. Але коли радянському командуванню стало ясно, що легкого штурму міста не вийде, що командування фінів умов мирного договору так просто виконувати не бажає, відкрили по місту ураганний артилерійський вогонь. Такого потужного обстрілу фіни не витримали та почали залишати місто. До 12-ї години руїни міста зайняла Червона армія.

## Підсумки та наслідки
Оборона Фінляндії здійснювалася дисциплінованими, грамотно керованими солдатами, що звикли до місцевих кліматичних і погодних умов, і застосовували тактику, цим умовам відповідну. Радянський же наступ був спланований без урахування характеру місцевості, погодних умов і відповідних проблем постачання. Зрештою вдалим він видався лише тому, що Радянський уряд не звертав уваги на втрати такого масштабу. На підставі радянських невдач Гітлер і його генерали припустили, що у Радянського Союзу неефективне керівництво, тактика й озброєння, і він не виявиться гідним супротивником для німецької військової машини. Цю думку поділяли і багато хто з іноземних спостерігачів, включаючи і міністерство оборони США.

### Людські втрати

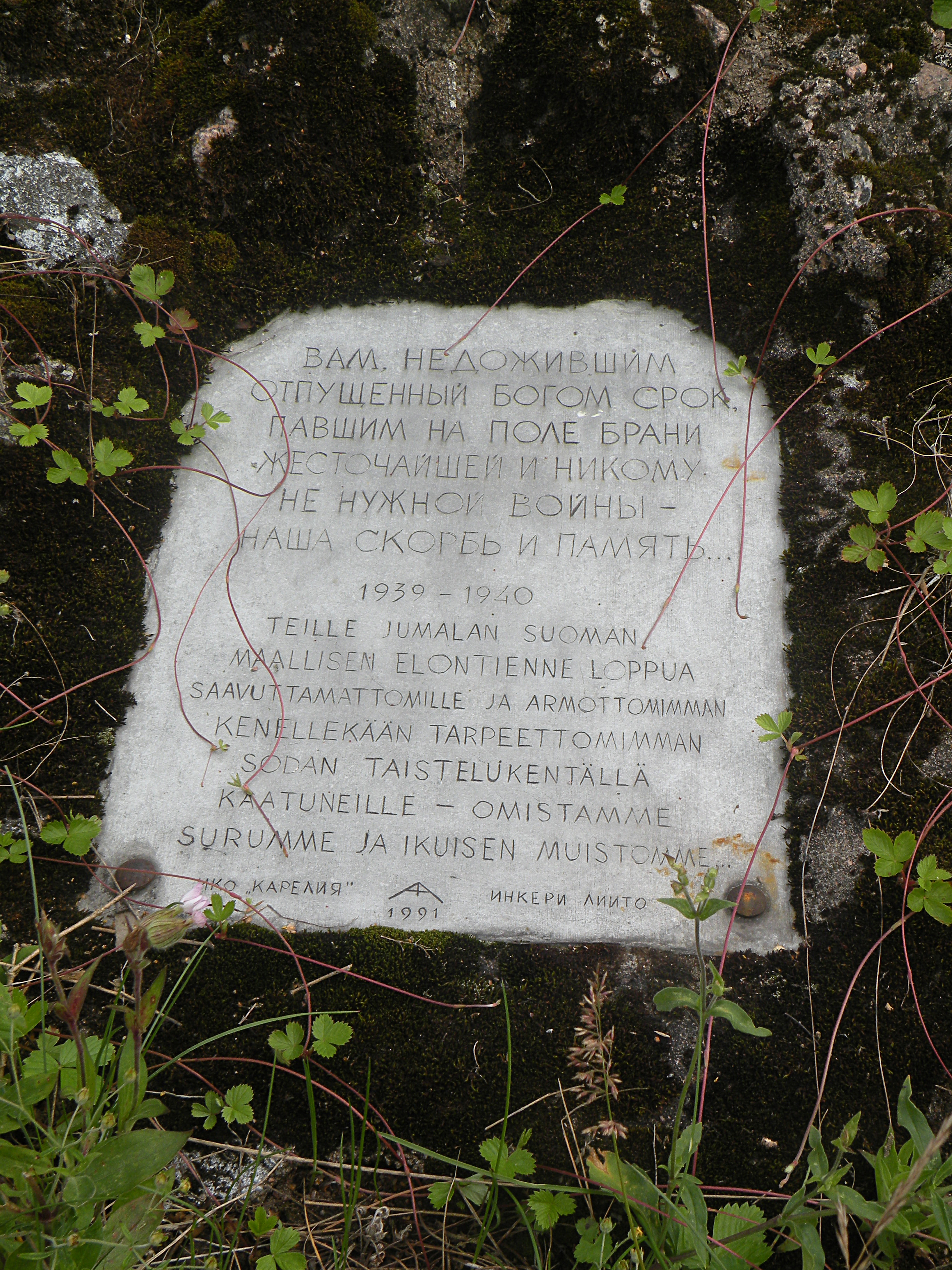
Пам'ятна дошка на місці укріпленого району Сумма-Хотінен (Суммакюля) на лінії Маннергейма (Виборзький район)

Фіни втратили близько 23 тис. солдатів, які загинули або пропали безвісти. Ще тисяча цивільних громадян загинули під час авіаційних нальотів або затонули разом із торговими суднами. Оцінки радянських втрат мають суттєві розбіжності. Згідно з останніми дослідженнями, вони в будь-якому разі перевищують 100 тис. загиблих, смертельно обморожених або зниклих безвісти.
Бойові дії тривали 105 днів, СРСР втратив від 422 до 722 тисяч убитими, пораненими, обмороженими й полоненими, у фінському полоні опинились до 3000 осіб, у тому числі понад 300 командирів, 17 тис. чоловік зникли безвісти. Втрати СРСР становили до 40 % бойового складу залучених частин і суттєво переважали втрати фінської сторони (понад 70 000 осіб, у тому числі 50 000 поранених і тих, хто пропав безвісти, та 23 000 убитих і померлих від ран, до радянського полону потрапили 900 фінських вояків (з них 10 офіцерів), засвідчено численні негаразди в бойовій, організаційній і технічній підготовці РСЧА.

### Втрачені території Фінляндії
За Московським мирним договором Фінляндія втратила близько десятої частини території своєї держави і приблизно стільки ж своїх економічних потужностей. На південному сході новий кордон забрав важливий промисловий регіон долини Вуоксі і перетнув канал Саймаа, що поєднував водні шляхи країни з Фінською затокою. Виборг, друге за величиною місто країни, та міста Сортавала і Какісалмі (тепер Приозерськ) залишились по той бік нового кордону. Фінляндія була змушена віддати в оренду півострів Ганко строком на 30 років. Усі мешканці переданих СРСР територій були етнічними фінами і добровільно залишили свої домівки. Понад 400 тис. людей переїхали на західний бік нового кордону. За винятком півострова Рибальський, Радянський Союз повернув Фінляндії завойований раніше регіон Печенги. СРСР утримався від будь-яких зазіхань на Аландські острови.
Завдяки мирному договору геостратегічне положення СРСР суттєво покращилось. Кордон із Фінляндією було відсунуто на цілих 150 км від Ленінграда, здобуто базу в Ганко, яка разом з естонською базою в Палдіскі могла «зачинити браму» Фінської затоки перед ворожим флотом. Таким чином СРСР досяг усіх територіальних переваг, за винятком Печенги, замість якої він отримав частину району Салла і Куусамо.
Паризьким мирним договором 1947 року, який підбив підсумки Другої світової війни, було підтверджено територіальні втрати Фінляндії у війні.

### Аналіз війни радянською владою
Сталін і радянське командування прагнули засвоїти усі можливі уроки з досвіду попередньої війни з Фінляндією. З цією метою було скликано з'їзд Центрального комітету КП СРСР, який відбувся в Москві з 14 по 17 квітня. На з'їзді були присутні Сталін, Молотов, Ворошилов і 44 офіцери старшого командного складу, які брали участь у Зимовій війні. У доповідях офіцери критикували помилки військової розвідки, брак досвіду офіцерського корпусу, навіть старшого командного складу, недостатню підготовку військ, відсутність уміння вести бойові дії в зимових умовах. Вони вимагали збільшити повноваження військових командирів. Кілька доповідачів визнали, що від самого початку противник був сильно недооцінений. Заступник наркома оборони та начальник Головного артилерійського управління, Г. І. Кулик заявив, що було неправильно оцінено чисельність фінської армії та рівень її бойової підготовки та озброєння. Сталін взяв участь в обговоренні, роздаючи похвали і звинувачення. Він був обізнаний з деталями кампанії. Наприкінці з'їзду він виступив з довгою промовою, де виправдовував необхідність війни, мотивуючи це «небезпекою для Ленінграда». У наступні місяці досвід війни проти Фінляндії спричинив широкомасштабні реформи на всіх рівнях Червоної армії. Ворошилова на посаді наркома оборони замінив Тимошенко, який відзначився на посаді командувача Північно-Західного фронту. Військову підготовку, екіпіровку та організацію армії було покращено.
Виступаючи 29 березня на засіданні Верховної Ради, Молотов виправдав жертви, понесені в ході війни.

## Іноземні добровольці у Фінляндії
Добровольців до Фінляндії захищати країну приїхало з декількох країн. Їхали здебільшого етнічні фіно-угри: 400 добровольців з Угорщини, 300 громадян США фінського походження. Багато волонтерів прибуло зі скандинавських держав: Норвегії (725), Данії (800), Швеції (8700). При цьому, 70 % прибулих до Фінляндії добровольців не були знайомі з військовою службою. Фіни направляли їх для проходження початкової військової підготовки в навчальний центр у Кемі-Торніо. Тому більшість добровольців змогло взяти участь у боях тільки в останні тижні війни.
У фінській армії служили єврейські біженці з усієї Європи, які розраховували отримати політичний притулок у країні. Загалом у Фінляндії проживало 2000 євреїв, включаючи жінок, дітей та літніх людей. У боях із Червоною армією під час «зимової війни» загинуло 15 євреїв.

### Росіяни на боці фінів
На боці Фінляндії боролися російські білоемігранти від імені представників Російського Загально-Воїнського Союзу (РОВС). Група емігрантів на чолі з Борисом Бажановим прибула до Фінляндії і 15 січня 1940 року зустрілася з маршалом Маннергеймом, отримавши дозвіл на формування загонів з полонених червоноармійців. Декілька невеликих «Російських народних загонів» під командуванням шести офіцерів-білоемігрантів було сформовано, але лише один з них чисельністю 30 осіб протягом десяти днів перебував на лінії фронту.

### Українці в радянсько-фінській війні

Українські добровольці у Фінляндії

Під час радянсько-фінської війни Північно-Західним фронтом командував майбутній Маршал і Герой Радянського Союзу, українець Тимошенко Семен Костянтинович, уродженець Орману Бессарабської губернії. Його війська здійснили прорив лінії Маннергейма в лютому 1940 року.
Майбутній Маршал і Герой Радянського Союзу, українець Кулик Григорій Іванович, уродженець с. Дудникове (Полтавський район) Полтавської області, як заступник наркома оборони СРСР брав участь у підготовці армійських і артилерійських частин до радянсько-фінської війни. Був репресований і розстріляний в 1950 році.
Командиром 70-ї дивізії був українець Кирпонос Михайло Петрович, уродженець Вертіївки Чернігівської області. За вміле командування дивізією і проявлений героїзм Михайло Кирпонос був удостоєний звання Герой Радянського Союзу (1940). Керував Південно-Західним фронтом під час оборони Києва. Загинув у 1941 році.
У бомбардуванні населених пунктів у центральній і південній Фінляндії брав участь льотчик-ас і Герой Радянського Союзу, українець Кравченко Григорій Пантелійович, уродженець Голубівки Дніпропетровської області. Загинув у 1943 році.
Майбутній Маршал і Герой Радянського Союзу, українець Москаленко Кирило Семенович, уродженець с. Гришине Донецької області, під час радянсько-фінської війни був начальником артилерії 51-ї Перекопської стрілецької дивізії Одеського військового округу, був нагороджений орденом Червоного Прапора.
Майбутній генерал-полковник танкових військ і Герой Радянського Союзу, українець Кравченко Андрій Григорович, уродженець с. Сулимівка Київської області, під час війни був начальником штабу 173-ї мотострілецької дивізії.
На боці СРСР у війні брали участь дві дивізії, які комплектувались в Україні. Це 44-та та 70-та стрілецькі дивізії. Перша з них потрапила в оточення і майже вся загинула, намагаючись вирватись з фінського кільця. Ті, хто вирвався, були піддані військово-польовому суду. Командир дивізії, начальник штабу, начальник політвідділу та комісар були розстріляні. Загалом репресій зазнали кілька тисяч учасників цієї війни. Повчально, що фінська сторона впорядкувала могили загиблих радянських бійців. У місті Суомуссалмі встановлено монумент воїнам 44-ї дивізії.
Загиблим українцям присвячені другий та третій томи з серії «Загиблі на чужині», які під назвою «Полягли в снігах Суомі» випустило видавництво «Книга пам'яті України», вони містять інформацію про відповідно 9000 і 18 000 осіб. У цілому, кількість загиблих українців, що воювали в складі Червоної армії, оцінюють у близько 40 000.
Перші українські підрозділи, що воювали на боці Фінляндії, були сформовані у 1940 році. Добровольці здебільшого набиралися з радянських військовополонених. На озброєнні була фінська та радянська зброя. Однострої були фінськими з чорними кашкетами із синьо-жовтою околицею і тризубом, хоча в багатьох випадках українські добровольці продовжували носити радянську форму, доповнюючи її мазепинками. Синьо-жовті армійські відзнаки не вживалися, оскільки такі мали добровольці зі Швеції. Одним із найвідоміших командирів українських добровольців у Фінляндії був письменник Юрій Горліс-Горський.
На кінець січня 1940 року Український підрозділ Юрія Горліс-Горського нараховував 410 осіб, а через місяць, у березні — 850 бійців.

## Цікаві факти
- Й. Сталін під час Кримської (Ялтинської) конференції називав цю війну російсько-фінською (рос. Русско-финская война)[62].
- Хоча доступ до документів СРСР досі обмежений, розкрито деяку інформацію, яка проливає більше світла на підґрунтя Зимової війни. Серед документів є пропозиція 17 листопада, підготована для Молотова радянським дипломатичним представником В. Дерев'янським, де закликає «надоумити фінський уряд». У документі йдеться, що з метою тиску на Фінляндію необхідно створити «надзвичайно напружену ситуацію» на кордоні. Дерев'янський також рекомендує почати цькувати Фінляндію в пресі, а також організувати демонстрації, після чого наступним етапом стане розрив пакту про ненапад «з усіма наслідками, які з нього випливають». Короткий перелік дій, які планувалися на фінському кордоні, також знайшли серед нотаток першого секретаря Ленінградського обкому партії А. О. Жданова. Цей перелік уклали до 25 листопада. Документ указує на існування плану, за яким НКВС мав створити інсценуацію, що стала би приводом для війни. У ньому також йдеться про звернення Фінської компартії до народу Фінляндії. Події, що згодом відбулися, відповідали цій схемі. Ці джерела підтверджують, що Майнільський інцидент був фальсифікацією, тобто саме тим, що завжди було очевидним для фінів.[24]
- Ця війна, що увійшла в історію під назвою «зимової», по суті, була нерівною, хоча Червона Армія воювала неефективно і зазнала набагато більших втрат, ніж Фінляндія.
- За участь у Радянсько-фінській війні звання Героя Радянського Союзу присвоєне 412 військовослужбовцям, серед них такі відомі воєначальники, як С. К. Тимошенко, К. П. Мерецков, Г. І. Кулик, М. П. Кирпонос, Д. Д. Лелюшенко. Понад 50 тисяч радянських солдатів та офіцерів були нагороджені орденами і медалями.

## Відображення в культурі та мистецтві
«Вони прийшли знову. Роман з фінляндсько-большевицької війни» — Іван Лобода. Вінніпег, 1953 р.

## Виноски
1. ↑  Tillotson (1993), p. 160(англ.) Наведено за англійською вікіпедією.
2. ↑  Jakobson, Max. Diplomaattien talvisota. — Helsinki: WSOY, 2002. — С. 9. ISBN 978-951-0-35673-9.. {{cite book}}: Перевірте значення |isbn=: недійсний символ (довідка)
3. ↑  Lightbody, Bradley (2004). The Second World War: Ambitions to Nemesis. Routledge. ISBN 0-415-22404-7.
4. ↑  Jakobsson, 2002: с. 28
5. ↑  Trotter, William R. (2002) [1991]. The Winter War: The Russo–Finnish War of 1939–40 (5th ed.). Aurum Press. ISBN 1-85410-881-6.. {{cite book}}: Перевірте значення |isbn=: недійсний символ (довідка)
6. ↑  Mannerheim, C.G.E. & Virkkunen, Sakari. Suomen Marsalkan muistelmat. — Suuri suomalainen kirjakerho, 1995. — С. 172. ISBN 951-643-469-X.. {{cite book}}: Перевірте значення |isbn=: недійсний символ (довідка)
7. ↑  Manninen, Ohto (2008). Miten Suomi valloitetaan: Puna-armeijan operaatiosuunnitelmat 1939—1944 [Як підкорити Фінляндію: оперативні плани Червоної Армії 1939—1944]. Edita. ISBN 978-951-37-5278-1. (фін.)
8. ↑  Manninen, Ohto (1994). Talvisodan salatut taustat (Прихований фон Зимової війни). Kirjaneuvos. ISBN 952-90-5251-0. (фін.)
9. ↑  Rentola, Kimmo (2003). Holtsmark, Sven G.; Pharo, Helge Ø.; Tamnes, Rolf (eds.). Motstrøms: Olav Riste og norsk internasjonal historieskrivning [Протитечія: Олав Рісте та норвезька міжнародна історіографія.] Cappelen Akademisk Forlag. ISBN 8202218284. (норв.)
10. ↑  Ravasz, István (2003). Finnország függetlenségi harca 1917—1945, Magyar önkéntesek Finnországban [Боротьба Фінляндії за незалежність з 1917 по 1945 рік, угорські добровольці у Фінляндії]. Wysocki Légió Hagyományőrző Egyesületnek. Archived from the original on 20 October 2017. Retrieved 26 January 2015.  (угор.)
11. ↑  Clemmesen and Faulkner (2013) p. 76
12. ↑  Zeiler and DuBois (2012) p. 210
13. ↑  Reiter (2009), p. 124
14. ↑  Chubaryan, A. (2002). "Foreword". In Kulkov, E.; Rzheshevskii, O.; Shukman, H. (eds.). Stalin and the Soviet-Finnish War, 1939–1940. Frank Cass. {{cite book}}: Проігноровано невідомий параметр |00isbn= (довідка)
15. ↑  Trotter, William R. (2002) [1991]. The Winter War: The Russo–Finnish War of 1939–40 (5th ed.). Aurum Press. ISBN 1-85410-881-6.. {{cite book}}: Перевірте значення |isbn=: недійсний символ (довідка)
16. ↑  Lightbody, Bradley (2004). The Second World War: Ambitions to Nemesis. Routledge. ISBN 0-415-22404-7.. {{cite book}}: Перевірте значення |isbn=: недійсний символ (довідка)
17. ↑  LEAGUE OF NATIONS' EXPULSION OF THE U.S.S.R., DECEMBER 14, 1939. www.ibiblio.org. Процитовано 14 січня 2022.
18. ↑  Архивы раскрывают тайны…: Междунар. вопросы: события и люди / Сост. Н. В. Попов. — М: Политиздат, 1991. — С. 302—304.
19. ↑  (журналы) записей лиц, принятых И. В. Сталиным в 1939 году // РГАСПИ. Ф. 558. Оп. 11. Д. 408—411
20. ↑  Российская Еврейская Энциклопедия
21. ↑  Справочник по истории Коммунистической партии и Советского Союза 1898—1991
22. ↑  Архивы раскрывают тайны…: Междунар. вопросы: события и люди / Сост. Н. В. Попов. — М: Политиздат, 1991. — С.&nbsp303—304.
23. ↑  Нині відоме як Виборг
24. 1 2 3 4 5 6 7 8 9 10 11 12 13 14  Вехвіляйнен, Оллі (2010). Фінляндія в Другій світовій війні: між Німеччиною і Росією (Українською) . Темпора. с. 50. ISBN 978-966-8201-47-9.
25. ↑  Вісті рад депутатів трудящих УРСР, 1939, № 273 (5763), 29 листопада, с. 1.
26. ↑  Промова по радіо голови Раднаркому В. М. Молотова // Вісті рад депутатів трудящих УРСР, 1939, № 274 (5764), 30 листопада, с. 1.
27. ↑  Нині м. Зеленогорськ Ленінградської області
28. ↑  BBC: «Принимай нас, Суоми, красавица!» (рос.)
29. 1 2  История Великой Отечественной войны Советского Союза, 1941—1945 (в шести томах). / редколл., П. Н. Поспелов и др. том 1. М., Воениздат, 1960. стр.264
30. ↑  Советско-финская война 1939—1940 гг. Хрестоматия / ред.-сост. А. Е. Тарас. Минск: «Харвест», 1999. стр.369-371
31. ↑  Советско-финская война 1939—1940 гг. Хрестоматия / ред.-сост. А. Е. Тарас. Минск: «Харвест», 1999. стр.280, 371—372
32. ↑  Советско-финская война 1939—1940 гг. Хрестоматия / ред.-сост. А. Е. Тарас. Минск: «Харвест», 1999. стр.372.
33. ↑  Dalek R. Franklin D. Roosevelt and American Foreign Policy, 1932—1945. Oxford, 1979. P. 108—212.
34. ↑  THE CONGRESS: Sounding Trumpets. Time. 29 січня 1940. Архів оригіналу за 21 липня 2013. Процитовано 21 травня 2015.
35. ↑  Quigley, Carroll. Tragedy And Hope :  [англ.]. — New York : Macmillan, 1966. — С. 682. — ISBN 0-945001-10-X.
36. ↑  Советско-финская война 1939—1940 гг. Хрестоматия / ред.-сост. А. Е. Тарас. Минск: «Харвест», 1999. стр.47
37. ↑  Carl-Axel Wangel et al. «Sveriges militära beredskap 1939—1945», p 136 (Köping 1982) ISBN 91-85266-20-5
38. ↑  История дипломатии. Том IV. Дипломатия в годы второй мировой войны. / под ред. А. А. Громыко и др. Изд. 2. М., Политиздат, 1975. стр.32
39. ↑  История Дании. XX век. / отв. ред. Ю. В. Кудрина, В. В. Рогинский. М., «Наука», 1998. стр.117
40. ↑  7,65 mm Pistol M/23 and 9 mm Pistol M/08 Parabellum. Архів оригіналу за 7 листопада 2020. Процитовано 21 травня 2015.
41. ↑  Niezależna Gazeta Obywatelska w Opolu. Niezależna Gazeta Obywatelska w Opolu. Процитовано 21 грудня 2014.
42. ↑  Marcus Wendel. Axis History. Процитовано 21 грудня 2014.
43. ↑  FOREIGN TRADE: Amtorg's Spree. Time. 19 лютого 1940. Архів оригіналу за 14 жовтня 2010. Процитовано 21 травня 2015.
44. ↑  Степанов А. С. «Моральное эмбарго» 1939 г. : нарушенное сотрудничество СССР и США в области авиастроения [Архівовано 2022-07-08 у Wayback Machine.] // Вестник Санкт-Петербургского университета. История. — 2004. — Вып. 1 — 2. — С. 34.
45. ↑  G. Ciano. Diario, v.1. 1939—1940. pp.195-196
46. ↑  Победа или смерть. Интернет-версия книги
47. ↑  РГВА. Ф.37977. Оп.1. Д.595. Л.57—59, 95; Д.722. Л.414—417; Зимняя война. Кн.1. С.150.
48. ↑  Fire and Ice, The Winter War of Finland and Russia. Ben Strout.
49. ↑  Trotter, William R. (2002) [1991]. The Winter War: The Russo–Finnish War of 1939–40 (5th ed.). Aurum Press pp. 145—146
50. ↑  Krivosheyev, Table 100
51. ↑  Трагедия под Суомуссалми. Архів оригіналу за 28 грудня 2013. Процитовано 27 грудня 2013.
52. ↑  Велика Громадянська Війна 1939—1945. — Радянські плани та реальність.
53. ↑  Коршунов Э. Л., Рупасов А. И. «При строительстве противотанковых препятствий учитывать мелкие водные преграды…» Использование гидротехнических сооружений в военных целях. // Военно-исторический журнал. — 2013. — № 9. — С.3-5.
54. ↑  Butler, J. R. M. History of Second World War: Grand Strategy, volume 2: September 1939 — June 1941 (1957) pp. 91–150, 389—415, 465—486.
55. ↑  Осьмачко С. Г., 1999, с. 42—46.
56. ↑  Historia Oddziału Sisu (jęz. fiński)[недоступне посилання]
57. ↑  Андрій Буровський — Іноземні доброволці Заходу — Велика Громадянстка війна 1939—1945.
58. ↑  Даниил Романовский. Евреи в Финляндии, 1938—1945 ГОДЫ // «Лехаим», № 11 (223), ноябрь 2010
59. ↑  ген.-лейт. Архангельский А. П. Финский опыт РОВСа // «Вестник РОВС», № 8-9, 2004, стр.25-28
60. ↑  Роман Коваль. Коли кулі співали. Біографії отаманів Холодного Яру і Чорного лісу. Осавул Залізняк (Юрій Горліс-Горський)
61. ↑  Як українці зупинили сталінську агресію у Фінляндії (PDF). Архів оригіналу (PDF) за 6 жовтня 2017. Процитовано 6 жовтня 2017.
62. ↑  Тегеран. Ялта. Потсдам. Сборник документов / Составители Ш. П. Санакоев, Б. Л. Цыбулевский. Изд. 2-е, дополненное. — М.: Международные отношения, 1970. — С. 139.
63. ↑  Вони прийшли знову. Роман з фінляндсько-большевицької війни. Іван Лобода (книга 1953 року, видана в Канаді) » Р.В.В - Антикварна книга (укр.). 29 червня 2023. Процитовано 13 вересня 2023.